# Tri-tert-butylaluminium
Tri-tert-butylaluminium ist eine bei Raumtemperatur flüssige Alkylaluminiumverbindung. Im Vergleich zu anderen Alkylaluminiumverbindungen liegt es im Festkörper nicht als Dimer, sondern als Monomer vor.

## Darstellung
Tri-tert-butylaluminium kann zum einen durch Umsetzung von Aluminiumchlorid mit tert-Butyllithium in Pentan oder Hexan erhalten werden. Wird die Reaktion bei 20 °C durchgeführt, wird als Nebenprodukt etwa 5–10 % Tri-iso-butylaluminium erhalten. Bei tieferen Temperaturen steigt der Anteil an Isomerisiertem Produkt. Daher empfiehlt es sich, die Umsetzung in einem Temperaturbereich zwischen 35 und 50 °C durchzuführen.
Außerdem ist die Synthese durch Umsetzung von Di-tert-butylaluminiumfluorid mit tert-Butyllithium möglich.

## Reaktivität
Die Umsetzung von Tri-tert-butylaluminium mit zwei Äquivalenten Aluminiumchlorid führt durch eine Komproportionierung zu tert-Butylaluminiumdichlorid. Des Weiteren bilden sich mit Lewisbasen wie Ethern, Trialkylphosphor- oder Trialkylarsenverbindungen oder Isonitrilen die korrespondierenden Säure-Base-Addukte.